# Наяда (супутник)
Наяда (англ. Naiad, дав.-гр. Ναϊάς) — внутрішній супутник планети Нептун. Назва утворена від наяд — німф джерел та струмків із грецької міфології. Також позначається як Нептун III.

## Історія відкриття
Наяда була відкрита у вересні 1989 року за знімками, зробленими апаратом «Вояджер-2». Про відкриття було оголошено 29 вересня 1989 року, а текст повідомляє про 25 зображення, отримані протягом 11 днів, таким чином, відкриття відбулося незадовго до 18 вересня. Супутник отримав тимчасове позначення S/1989 N 6. Власна назва була надана 16 вересня 1991 року.

## Характеристики
Наяда має неправильну (несферичну) форму. Жодних слідів геологічної активності не виявлено. Імовірно, Наяда, як й інші супутники на орбітах нижче Тритона, сформувалася з уламків деяких супутників Нептуна, що зруйнувалися у результаті зіткнень, викликаних збуреннями від Тритона після його захоплення Нептуном на початкову орбіту з високим ексцентриситетом.
Наяда обертається нижче синхронної навколонептунової орбіти, внаслідок чого орбіта цього супутника поступово знижується через впливи припливних сил. Відстань орбіти від верхньої межі хмарного шару приблизно 23 500 км. З часом вона може бути поглинена Нептуном або зруйнується через припливне розтягування та утворити кільце при досягненні межі Роша.
Після «Вояджера-2» система Нептуна довгий час досліджувалася наземними обсерваторіями та космічним телескопом «Габбл». У липні 2002 — жовтні 2003 року проводилися спостереження з Обсерваторії ім. В. М. Кека із застосуванням адаптивної оптики, і легко були виявлені чотири великі внутрішні супутники Нептуна. Таласа була виявлена після обробки зображень, а Наяду виявити не вдалося. Телескоп «Габбл» здатен виявляти всі відомі супутники. Незважаючи на це, з його допомогою також вдалося отримати знімки п'яти внутрішніх супутників, окрім Наяди. Вважають, що в ефемеридах Наяди містяться суттєві похибки.
У 2013 році супутник був знайдений на знімках телескопа Габбл та спочатку вважався новою планетою. Орбіта місяця не зрозумілим чином змінилася, що створило труднощі для її виявлення.